# مقبس مجال يونكس
مقبس مجال يونكس (بالإنجليزية: Unix domain socket)‏ يُعروف أيضًا باسم يو دي اس (بالإنجليزية: UDS)‏ أو مقبس آي بي سي (بالإنجليزية: IPC socket)‏ (مقبس الاتصال بين العمليات) هو طرف اتصال البيانات لتبادل البيانات بين العمليات التي يتم تنفيذها على نفس نظام التشغيل المضيف. يشار إليه أيضًا من خلال عائلة العنوان AF_UNIX . أنواع مآخذ التوصيل الصالحة في مجال يونكس هي:
- SOCK_STREAM (مقارنة بـ بروتوكول التحكم بالنقل) - لمقبس تدفق موجه
- SOCK_DGRAM (مقارنة بـ بروتوكول حزم بيانات المستخدم) - للمقبس الموجه نحو مخطط البيانات الذي يحافظ على حدود الرسالة (كما هو الحال في معظم تطبيقات يونكس، تكون مآخذ مخططات بيانات مجال يونكس موثوقة دائمًا ولا تعيد ترتيب مخططات البيانات)
- SOCK_SEQPACKET (مقارنة بـ بروتوكول التحكم بتدفق النقل) - لمقبس حزمة متسلسل يعتمد على الاتصال ويحافظ على حدود الرسالة ويسلم الرسائل بالترتيب الذي تم إرسالها به

مرفق مقبس مجال يونكس هو مكون قياسي لأنظمة تشغيل بوزيكس .
تشبه واجهة برمجة التطبيقات لمقابس مجال يونكس تلك الخاصة بمقبس الإنترنت، ولكن بدلاً من استخدام بروتوكول شبكة أساسي، تحدث جميع الاتصالات بالكامل داخل نواة نظام التشغيل. قد تستخدم مآخذ مجال يونكس نظام الملفات كمساحة لاسم العنوان. (تقدم بعض أنظمة التشغيل، مثل لينكس، مساحات أسماء إضافية. ) تشير العمليات إلى مآخذ مجال يونكس باعتبارها مؤشرات الفهرسة لنظام الملفات، بحيث يمكن لعمليتين التواصل عن طريق فتح نفس المقبس.
بالإضافة إلى إرسال البيانات، قد ترسل العمليات واصفات الملفات عبر اتصال مقبس مجال يونكس باستخدام استدعاءات النظام sendmsg() و recvmsg(). يسمح هذا لعمليات الإرسال بمنح عملية الاستلام حق الوصول إلى واصف الملف الذي لا تتمتع عملية الاستلام بالوصول إليه بخلاف ذلك. يمكن استخدام هذا لتنفيذ شكل أولي من الأمن القائم على القدرة.

## أنظر أيضا
- مقبس الشبكة
- مآخذ بيركلي